# Марин, Джимми
Джи́мми Мари́н Ви́льчес (исп. Jimmy Marín Vílchez; род. 8 октября 1997, Сан-Хосе, Коста-Рика) — коста-риканский футболист, полузащитник клуба «Крылья Советов» и сборной Коста-Рики.

## Клубная карьера
Джимми Марин начинал свою карьеру футболиста в коста-риканском клубе «Депортиво Саприсса» в родном городе Сан-Хосе. 6 мая 2015 года он дебютировал в коста-риканской Примере, выйдя на замену в конце гостевого поединка против «Кармелиты». 23 августа того же года Марин забил свой первый гол на высшем уровне, ставший единственным и победным в гостевом матче с командой «Перес-Селедон».
В середине 2016 года Джимми Марин перешёл в «Эредиано», подписав трёхлетний контракт, но был тут же отдан в аренду «Белену», за который отыграл Зимний чемпионат 2016. За «Эредиано» он дебютировал 9 января 2017 года в матче против «Перес-Селедона».
Летом 2019 года Марин перешёл в клуб чемпионата Израиля «Хапоэль» (Беэр-Шева), подписав контракт на три года. За израильский клуб он дебютировал 11 июля в матче квалификации Лиги Европы 2019/20 против албанского «Лячи».
2 июля 2022 года подписал контракт с «Оренбургом», за который дебютировал 23 июля во 2-м туре РПЛ против екатеринбургского «Урала». Свои первые голы за новую команду забил 3 сентября, при этом дважды за матч поразив ворота соперника — подмосковных «Химок». 4 октября 2023 года забил в ворота «Сочи» в кубке России. 28 октября в игре против «Крыльев Советов» (1:1) признан игроком матча, выйдя на замену во втором тайме. 7 июня 2025 года покинул «Оренбург» после окончания контракта.
11 июля 2025 года перешёл в самарские «Крылья Советов», подписав трёхлетний контракт.

## Международная карьера
В 2017 году в составе молодёжной сборной Коста-Рики Марин участвовал в молодёжных чемпионатах КОНКАКАФ и мира.
Марин был включён в предварительную заявку сборной Коста-Рики на Золотой кубок КОНКАКАФ 2017 из 26 игроков, но в финальный список из 23 игроков не попал. Всё же, перед стадией плей-офф он был дозаявлен в состав сборной, но на поле в рамках этого турнира так и не вышел.
28 августа 2018 года Марин был вызван в сборную на товарищеские матчи с Южной Кореей и Японией. 7 сентября в матче со сборной Японии он дебютировал за сборную Коста-Рики, выйдя в стартовом составе.
Марин был включён в состав сборной Коста-Рики на Золотой кубок КОНКАКАФ 2019.

## Достижения
Командные
 «Депортиво Саприсса»
- Чемпион Коста-Рики (1): зима 2015

 «Эредиано»
- Чемпион Коста-Рики (3): лето 2017, клаусура 2018
- Победитель Лиги КОНКАКАФ: 2018

Индивидуальные
- Лучший молодой игрок Лиги КОНКАКАФ: 2018[23]